# تیم ملی بسکتبال آندورا
تیم ملی بسکتبال آندورا، نماینده آندورا در مسابقات بین‌المللی بسکتبال است. آندورا همچنین در بازی‌های کشورهای کوچک اروپا شرکت می‌کند .

## تاریخچه
با وجود عدم پیوستن به فدراسیون بین‌المللی بسکتبال تا سال ۱۹۸۸، آندورا اولین بازی خود را در بازیهای ۱۹۸۵کشورهای کشورهای کوچک اروپا انجام داد که پس از پیروزی در اولین بازی خود در برابر لوکزامبورگ، پس از باخت برابر قبرس و مالت در آخرین جایگاه گروه خود قرار گرفت.